# Leptodactylus rugosus
Espèce
Statut de conservation UICN

 LC  : Préoccupation mineure
Leptodactylus rugosus est une espèce d'amphibiens de la famille des Leptodactylidae.

## Répartition
Cette espèce se rencontre de 230 à 2 100 m d'altitude, :
- au Guyana ;
- au Venezuela dans l'État de Bolívar.

## Homonymie
Pour Leptodactylus rugosus  Melin, 1941 nec Noble, 1923 voir Leptodactylus hylaedactylus (Cope, 1868).

## Étymologie
Le nom spécifique rugosus vient du latin rugosus, ridé, en référence à l'aspect de cette espèce.

## Publication originale
- Noble, 1923 : New batrachians from the Tropical Research Station, British Guiana. Zoologica, vol. 3, p. 288–299.